# إدوارد سون
إدوارد سون (18 أغسطس 1964 بقراغندي في كازاخستان - ) هو لاعب كرة قدم كازاخستاني في مركز الهجوم. لعب مع نادي أجاكسيو ونادي جازيليك أجاكسيو ونادي دنيبرو دنيبروبتروفسك ونادي كايرات وإسكرا سمولينسك ‏.

## وصلات خارجية
- إدوارد سون على موقع قاعدة بيانات كرة القدم.إي يو (الإنجليزية)
- إدوارد سون على موقع عالم كرة القدم.نت (الإنجليزية)